# Louis Frederick Fieser

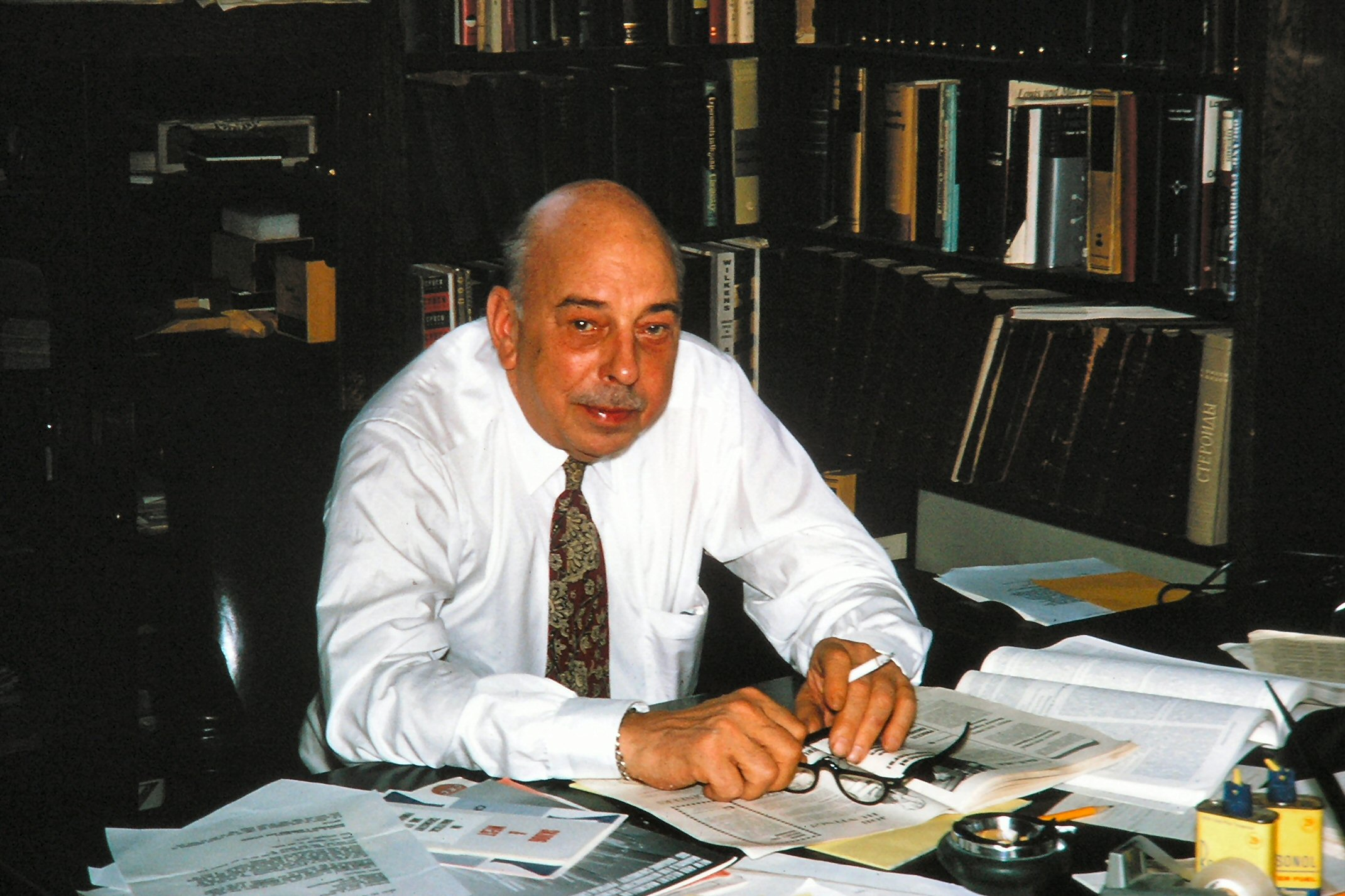
Louis Frederick Fieser (1965)

Louis Frederick Fieser (* 7. April 1899 in Columbus, Ohio; † 25. Juli 1977 in Belmont, Massachusetts) war ein US-amerikanischer Chemiker. Er war von 1937 bis 1967 Professor an der Harvard University und gilt als Erfinder des Napalms.

## Leben
Fieser absolvierte ein Bachelor-Studium in Chemie am Williams College und wurde 1924 an der Harvard University bei James Bryant Conant promoviert. Von 1924 bis 1925 arbeitete Fieser als Post-Doktorand an der University of Oxford im Arbeitskreis von William Henry Perkin und an der Universität Frankfurt am Main im Arbeitskreis von Julius von Braun. Zwischen 1925 und 1930 war Fieser am Bryn Mawr College tätig, wo er seine spätere Frau kennenlernte. Dann wechselte er zur Harvard University. 1933 wurde er in die American Academy of Arts and Sciences gewählt, 1940 in die National Academy of Sciences und 1941 in die American Philosophical Society.

## Wirken
Bekannt wurde er um 1939 vor allem durch die Synthese des Vitamins K1 und seine Arbeiten an Steroiden. Zusammen mit seiner Frau Mary Fieser verfasste er mehrere Lehrbücher der organischen Chemie.
Vom 1940 gegründeten NDRC übernahm er die Aufgabe, als Sprengstoffe geeignete Nitro-Verbindungen zu synthetisieren. 
Ab Mai 1941, nachdem es in einem Werk des Unternehmens DuPont zu einer Explosion von Divinylacetylen kam, sollte er dessen militärische Verwendbarkeit untersuchen. 
Fieser wurde auch mit der Entwicklung von Giftgas beauftragt, überzeugte die Militärs jedoch, dass die Entwicklung von Brandbomben dringender sei. Er entwickelte daraufhin ein auf Kautschuk und Benzin basierendes Gel. Als Ende 1941, mit dem Angriff auf Pearl Harbor, die Kautschuk-Anbaugebiete unter japanische Kontrolle kamen, suchte Fieser einen Ersatz für den Kautschuk. 1943 meldete er ein Patent auf das spätere „Napalm“ (gebildet aus den Worten Naphthensäure und Palmitinsäure) an. Er verzichtete auf Einkünfte aus seiner Erfindung, wenn sie für Zwecke der Regierung eingesetzt wird. Die näheren Umstände beschrieb er in seinem Buch The Scientific Method, A Personal Account of Usual Projects in War and in Peace.

## Schriften
- Louis und Mary Fieser: Organische Chemie. 2. Auflage. Verlag Chemie, Weinheim 1972, ISBN 3-527-25075-1.